# Partidul Republican (România, 1990)
Partidul Republican a fost un partid politic din România, fondat de profesorul Ioan Mânzatu în anul 1990 (?).
Printre președinții partidului s-a numărat și Lorin Fortuna.
În 1993 (?), Partidul Republican a fuzionat cu Frontul Democrat al Salvării Naționale, dispărând de pe scena politică.
Un alt membru notabil al partidului a fost Dan Ioan Popescu, care ulterior a făcut carieră în PDSR, ajungând și Ministru al Economiei.